# Redattore atti del Processo Civile Telematico
Il Redattore Atti del Processo Civile Telematico è uno strumento informatico predisposto nell'ambito del processo civile telematico per consentire la creazione, in base alle disposizioni contenute nel Decreto ministeriale 21 febbraio 2011, n. 44 e alle relative specifiche tecniche definite nel provvedimento del 16 aprile 2014 del Ministero della Giustizia, della c.d. "busta telematica" contenente gli atti del procedimento da depositare, mediante l'uso della posta elettronica certificata, nell'ambito dei giudizi ove il pct risulta essere attivo.
Come stabilito dall'art. 11 del Decreto ministeriale 21 febbraio 2011, n. 44, l'atto del processo, costituito da un documento informatico privo di elementi attivi e redatto in conformità alle specifiche tecniche descritte nel citato provvedimento del 16 aprile 2014, è inserito all'interno di una busta, denominata anche busta XML, ove le informazioni strutturate sono inserite in un file di formato XML, compilato dal redattore, per consentire alla cancelleria di identificare la busta, e in seguito individuarne ed indirizzarne il contenuto all'interno del fascicolo virtuale del giudizio .
Nonostante il carattere necessario di tale strumento, è opportuno precisare che, allo stato attuale, non esiste un redattore di atti predisposto dal Ministero della Giustizia. I software utilizzabili, in particolare, sono realizzati da soggetti, anche privati, muniti di apposita abilitazione ministeriale, e in tal senso, presso il portale ministeriale dedicato al processo telematico è possibile trovare un elenco, compilato Archiviato il 29 dicembre 2015 in Internet Archive. a titolo informativo, dei software gratuiti utilizzabili per procedere alla redazione della c.d. "busta telematica" e al deposito telematico degli atti del procedimento civile .